# IBM 700/7000 series

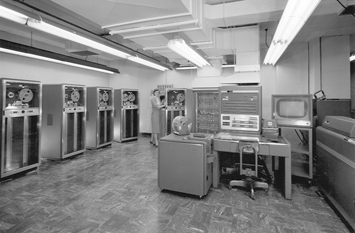
IBM 704

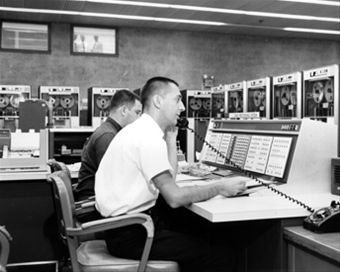
IBM 7080

IBM 700/7000 sind Serien von Großrechnern, die IBM in den 1950er und frühen 1960er Jahren anbot. Die einzelnen Rechner der Serien hatten verschiedene, inkompatible Architekturen.

## Architekturen

### Hardware
Die Serien IBM 700/7000 bestanden aus sehr unterschiedlichen Rechnern, die je nach Art der Datenspeicherung und der Instruktionen in folgende Klassen unterteilt werden:
- Erster Rechner (36/18-Bit Wörter): 701 (Defense Calculator)
- Wissenschaftlich (36-Bit Wörter): 704, 709, 7090, 7094, 7040, 7044
- Kaufmännisch (variable Länge der Zeichenketten): 702, 705, 7080
- 1400 series (variable Länge der Zeichenketten): 7010
- Dezimal (10 Zahlzeichen): 7070, 7072, 7074
- Supercomputer (64-Bit Wörter): 7030 “Stretch”

Die 700er-Klasse benutzte Vakuumröhren, die 7000er-Klasse Transistoren. Die frühen IBM 701 und IBM 702 verwendeten noch Williamsröhren. Bei der IBM 7070, dem transistorisierten Nachfolgemodell der IBM 650, handelte es sich um einen Dezimalrechner. Hierbei wurden Daten und Adressen in dezimaler Form dargestellt.

### Software
In der frühen Computerzeit wurden die Rechner ohne Software ausgeliefert. Als Betriebssysteme aufkamen, war dies bei den Serien IBM 700/7000 problematisch. Durch die verschiedenen Architekturen mussten Programme mehrfach erstellt werden. Beim System/360 wurde in dieser Hinsicht anders vorgegangen. Das System/360 übernahm die besten Aspekte der Architekturen der IBM 700/7000, verfügte aber nur über eine einzige Architektur.

## Die erste Architektur (IBM 701)

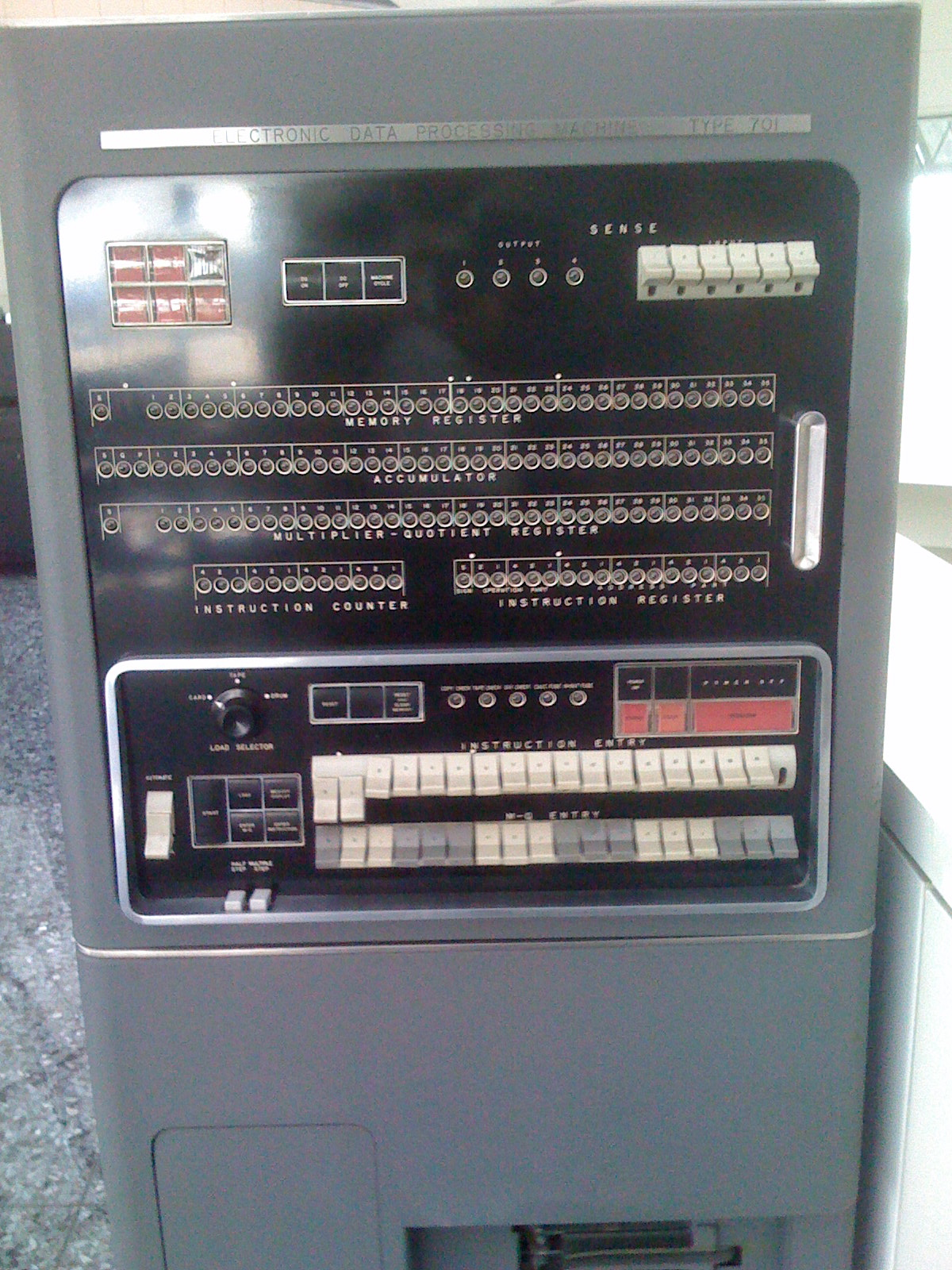
IBM 701 Bedienungskonsole

Der Rechner wird auch als Defense Calculator bezeichnet und wurde 1953 eingeführt. Das Datenformat war entweder 36 Bit oder 18 Bit lang, nur als Festkommazahl. Die Instruktionen waren 18 Bit lang, wobei insgesamt 32 Instruktionen existierten. Der Arbeitsspeicher bestand aus 2.048 respektive 4.096 36-Bit Wörtern, wobei ein Zeichen über 6 Bit verfügte.

## Exkurs
Der Film Hidden Figures beschreibt, wie eine Abteilung schwarzer Frauen in den 1960er Jahren für die NASA manuell Orbital-Flugbahnen berechnen. Sie bauen ihre Kenntnis immer weiter aus. Mit etwas List, Lernbereitschaft und viel Können machen sie sich unentbehrlich für die Apollo-Missionen. Mit ihren Fähigkeiten bringen sie den IBM 7090 Computer zum Laufen. Humorvoller, sehenswerter Film mit Kevin Costner als Mission Control Director aus den Anfängen der Programmierung und Großrechner. Der Film erhielt viele Nominierungen und Auszeichnungen.
Zu den Hidden Figures gehören:
- Katherine G. Johnson. Sie wurde für ihre großartige Tätigkeit von Präsident Obama 2015 geehrt.
- Mary Jackson (Ingenieurin)
- Dorothy Vaughan